# 四四南村
四四南村位於臺灣臺北市三張犁，位置約為現今信義路五段、基隆路二段、松平路、莊敬路一帶，為國民政府遷台後所興建的眷村之一，村內居民全為聯勤第四十四兵工廠的廠工，因位於四四兵工廠之南，故名四四南村，當地居民多以「南村」稱呼之。

## 簡史
依據「四四南村國家古蹟促進聯盟」的調查，該村興建於1948年，應為中華民國政府在台灣所建立的第一座眷村，亦是第一座被保留下的眷村。現四四南村大部分已拆除，部分房舍另改建為「信義公民會館」。
南村房舍與一般早期的眷村相同，主要以木材、竹籬、石灰及瓦片所建築而成，為一連棟式的平房，採「魚骨狀」的架構排列，共分甲字號、乙字號、丙字號三大建築群，甲字號位於莊敬路以西，乙字號位於莊敬路以東，丙字號則緊鄰乙字號東邊，並與信義國小相鄰。早期村內無自來水設施、亦無廁所，僅能藉由村內的公共廁所解決方便問題，且各戶空間均不到10坪、巷道狹窄，生活條件極為不佳，直至1999年因火災而拆除時，多半仍維持50年前的模樣。
由於四四南村的居民主體均為廠工，不具軍職、軍階，與國防部的眷改規定有資格適用上的衝突，且南村住戶眾多龐雜，對於拆遷改建的補償遲遲無法達成協議，加上眾多文化界人士反對全數拆除、要求保留部分具代表性的建築，以作為眷村文化的留影。綜合以上諸多的因素，所以四四南村的拆遷案始終懸而未決，直到2001年才正式拍板定案。

## 圖片

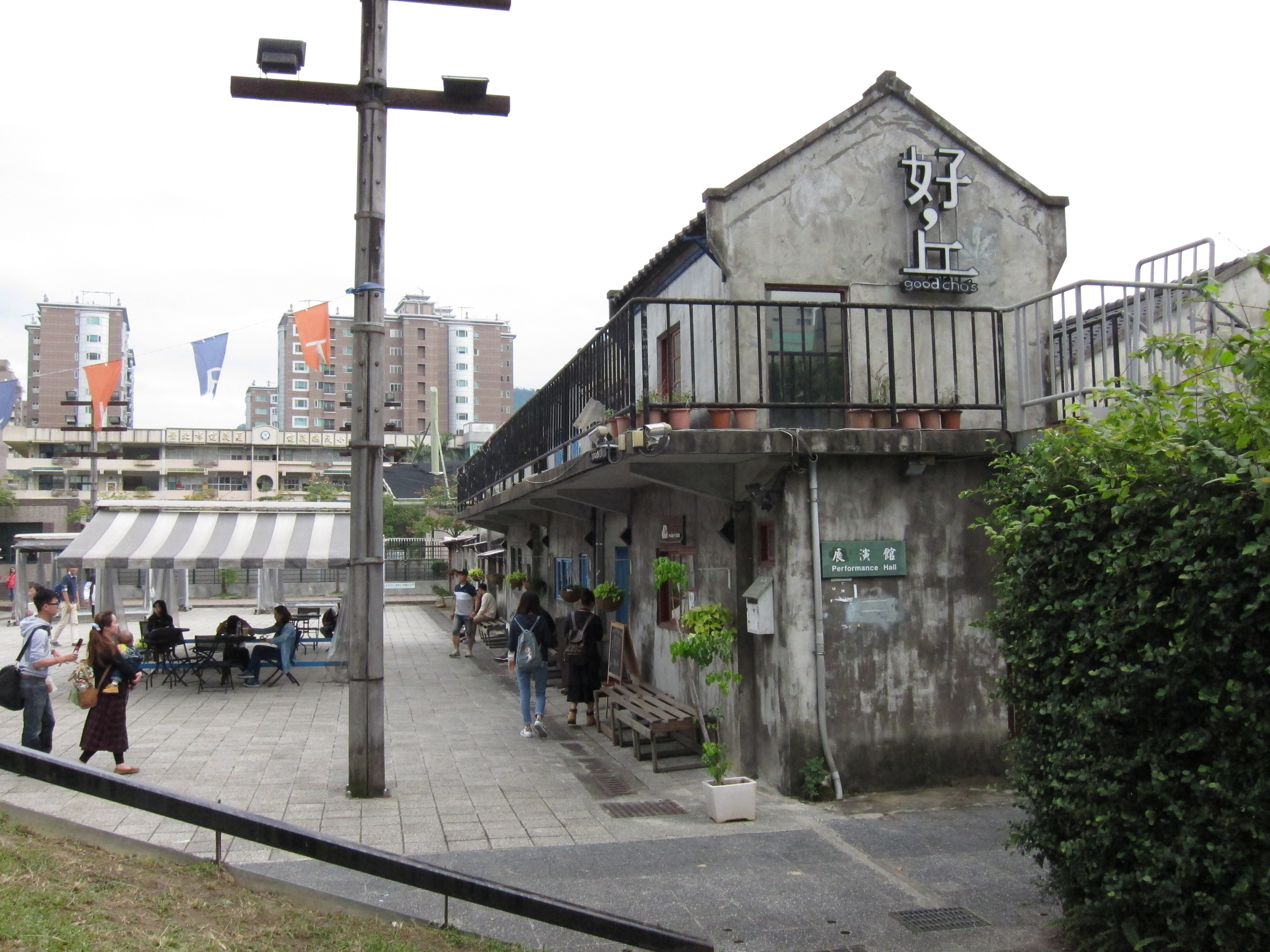
展演館
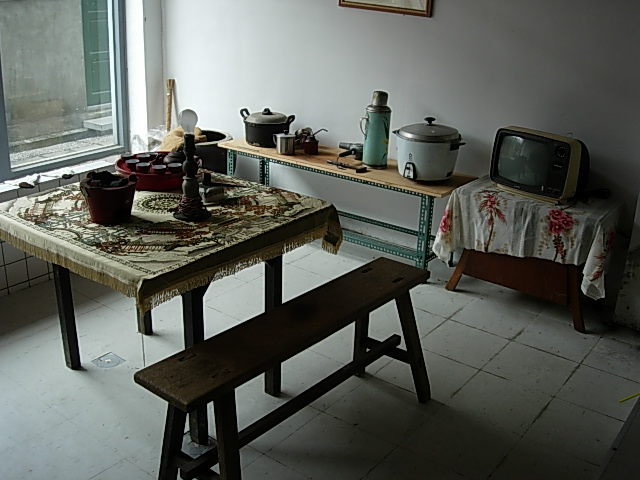
在台北的四四南村中展出的眷村內的客廳
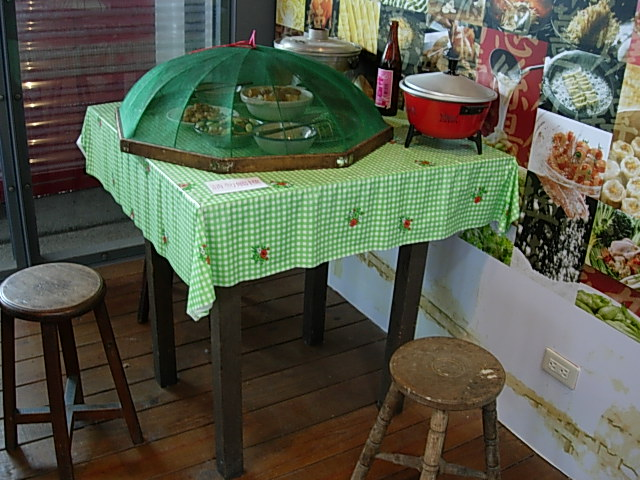
在台北的四四南村中展出的眷村內的餐桌
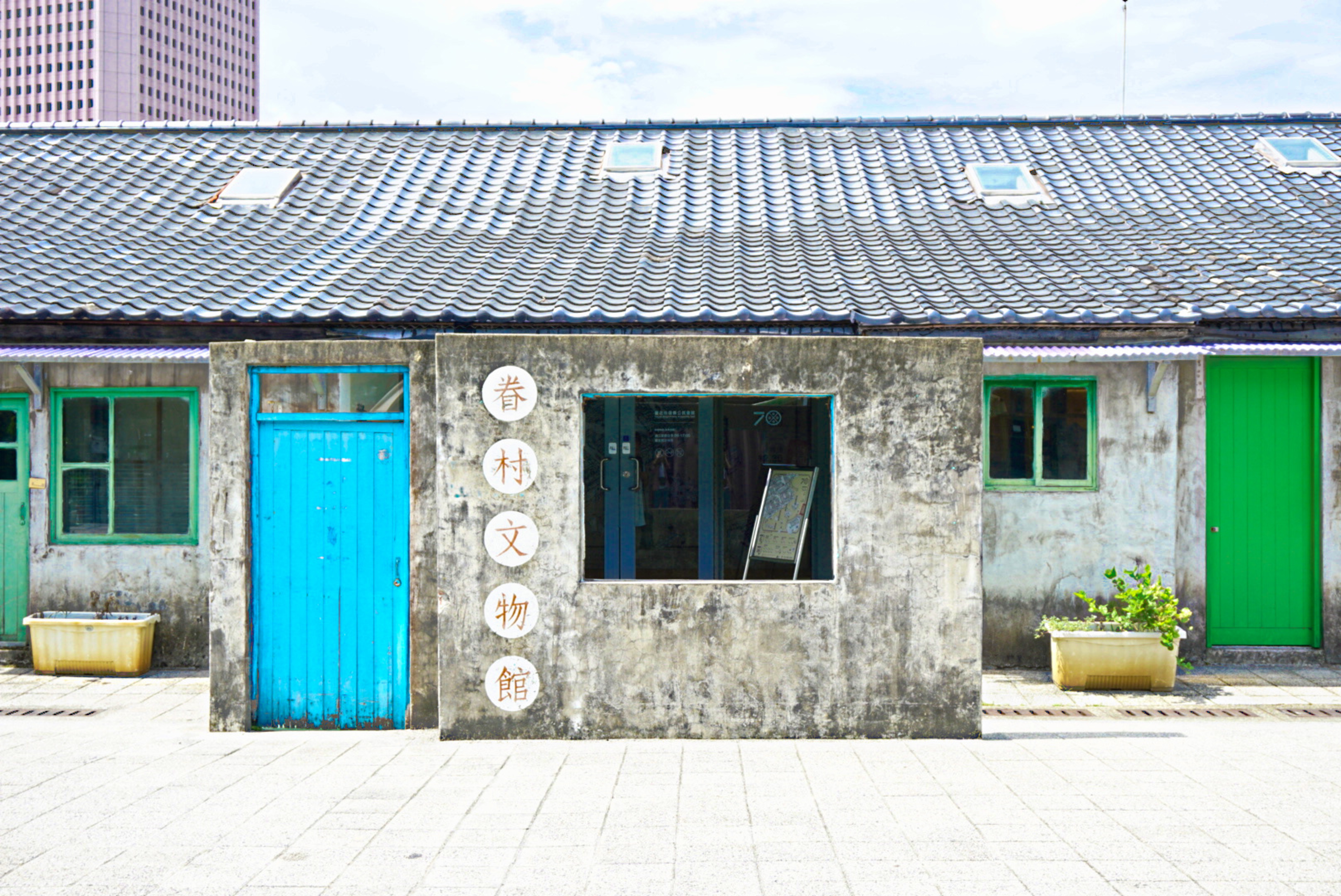
臺北眷村文物館
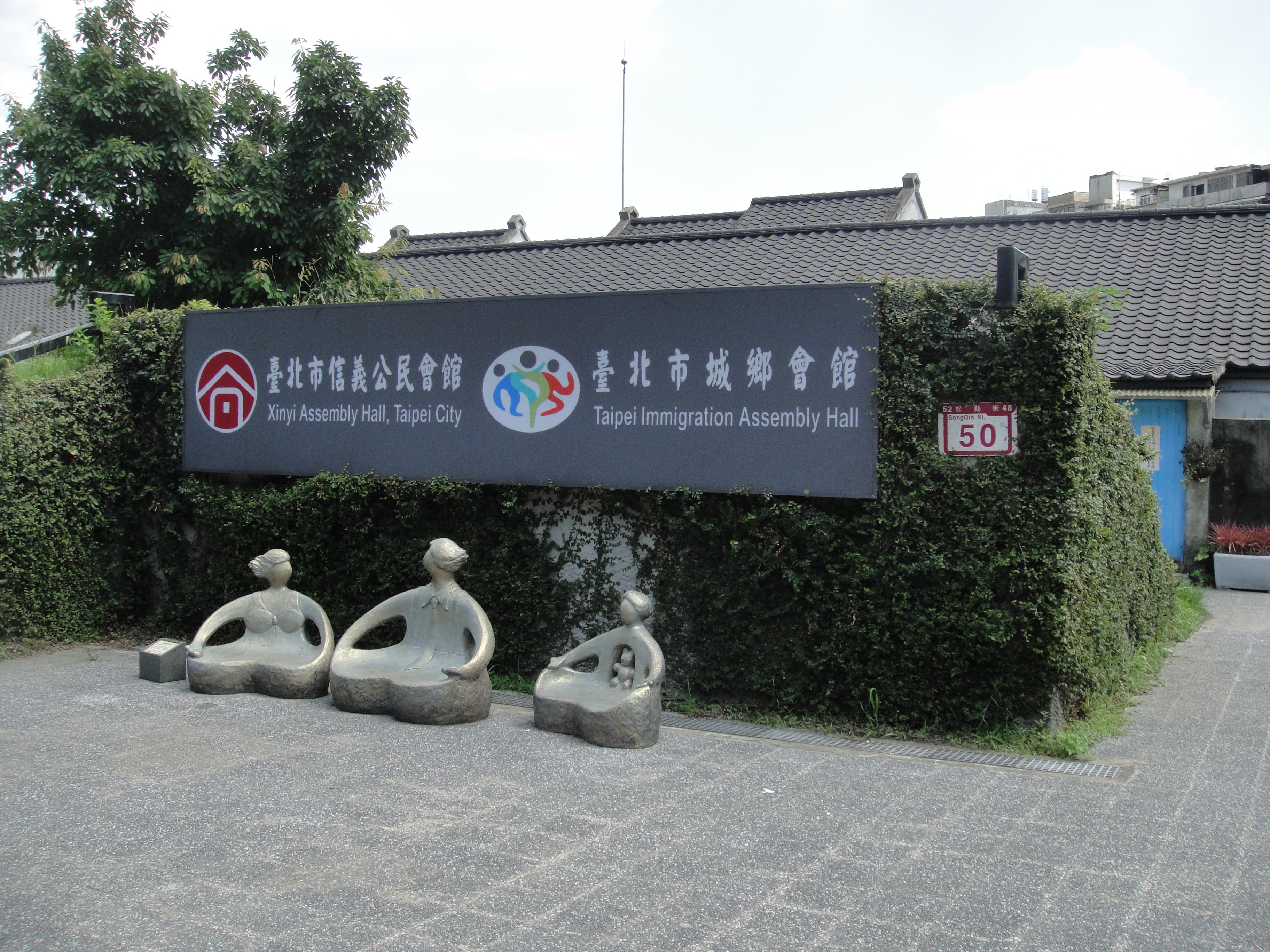
臺北市信義公民會館與臺北市城鄉會館標誌燈箱

## 觀光內容
現代化的信義區中，保留質樸眷村風情的四四南村，現今已成為來台觀光客，特別是來自日本、韓國、香港、澳門與中國大陸遊客關注的旅遊景點。

##### 好丘
餐飲生活品牌好丘於2011年進駐四四南村，使用台灣本土物產製作出的創意貝果餐點，與親土環境友善的選物店鋪成為四四南村復古建物中，具有香氣與溫度的生活據點，增添在地的觀光魅力。

##### 簡單市集
簡單市集位於四四南村好丘信義店前廣場，包含生活市集：每週日13:00~19:00。Second Love二手市集：每月雙週週六13:00~19:00。
以創意手作、環境友善、農友親切為精神，週日午後現場有獨立音樂人現場演出。